# Kufe Knyck
Kufe Knyck (Soapy Slick i original), skurk i Kalle Ankas universum. Skapades av Carl Barks 1965 till serien North of the Yukon, ursprungligen publicerad i Uncle Scrooge nr 59 (i Sverige under titeln Åter till Alaska, först publicerad i Kalle Anka & C:o nr 52/1966–2/1967). Kufe Knyck har också använts av andra tecknare, varav den främsta är Don Rosa. Joakim von Anka träffade Kufe när han i ungdomen letade efter guld i Klondike. Joakim tvingades ta ett lån på 100 dollar av Kufe för att betala skadegörelsen i en bar. 
Soapy Slick har en verklig förebild i svindlaren Jefferson Randolph "Soapy" Smith som bl.a. härjade i Skagway, Alaska, under guldruschen. Där drev han bl.a. spelklubbar och en blufftelegraf.